# Jacques Charles Giroust
Jacques Charles Giroust est un homme politique français de la Révolution, né le 14 mai 1749 à Nogent-le-Rotrou et mort le 29 avril 1836 dans la même ville. Il est successivement député d'Eure-et-Loir à l'Assemblée législative, à la Convention et au Conseil des Cinq-Cents.

## Biographie
En septembre 1791, Jacques-Charles Giroust, alors juge au tribunal de district de Nogent-le-Rotrou, est élu député du département d'Eure-et-Loir, le cinquième sur neuf, à l'Assemblée nationale législative. Il vote en faveur de la mise en accusation de Bertrand de Molleville, le ministre de la Marine, puis en faveur de la mise en accusation du marquis de Lafayette. 
La monarchie française s'effondre à la suite de l'insurrection du 10 août 1792. En septembre, Giroust est réélu député d'Eure-et-Loir, le quatrième sur neuf, à la Convention nationale. Il siège sur les bancs de la Gironde. Lors du procès de Louis XVI, il s'abstient de voter sur la question relative à la culpabilité du roi : « Je ne prononcerai ni comme juré ni comme juge, je n'en ai ni le droit ni la mission ; mais je voterai sur les mesures de politique ». Il se prononce pour la réclusion et en faveur de l'appel au peuple et du sursis à l'exécution de la peine. Il vote en faveur de la mise en accusation de Jean-Paul Marat et en faveur du rétablissement de la Commission des Douze. 
Bien qu'il ne soit pas arrêté à l'issue de la journée du 2 juin 1793, il quitte Paris mi-juin. Il est arrêté à Brest mi-pluviôse an II (fin janvier 1794) par Joseph François Laignelot, représentant en mission. Il est libéré et rappelé à la Convention en frimaire an III (décembre 1794) en même temps que les députés girondins qui avaient protesté contre le 31 mai et le 2 juin et qui avaient été incarcérés en octobre 1793. 
Entre germinal an III et brumaire an IV (entre avril et octobre 1795), Giroust remplace Louis-François Portiez comme représentant en mission près les armées du Nord et de Sambre-et-Meuse[réf. souhaitée]. 
Le 23 vendémiaire an IV, il est élu député au Conseil des Cinq-Cents par le département d'Eure-et-Loir. Il y siège jusqu'au 1er prairial an VI. Après le 18 brumaire, il devient président du tribunal civil de Nogent-le-Rotrou, fonction dans laquelle il est confirmé à la Restauration, le 1er juin 1816 et qu'il exerce pendant plus de trente ans. Il est l'auteur de nombreux écrits politiques[réf. souhaitée].